# 위성전파감시
위성전파감시는 우주국, 지구국 또는 우주에 있는 전파설비로부터 발사되는 전파를 수신하여 위성망의 국제등록 여부 및 통신제원 준수여부를 확인하고, 위성통신망 보호를 위해 혼신 발생원을 추적하는 것 등을 말한다.

## 업무의 범위
위성전파감시는 국제전기통신연합규정(ITU-RR) 및 전파법에 근거하여 위성전파의 이용질서를 확립하고 위성망을 보호하는 데 목적이 있으며 업무의 범위는
- 감시범위 내 위성의 궤도위치 등 ITU 규정 준수여부 감시
- 위성통신망 혼신 조사 및 처리
- 위성전파 환경조사
- 위성정보의 수집 및 관리
등이 있다.

## 전 세계적인 위성전파 감시
현재 전 세계적으로 위성전파감시를 수행하는 국가는 미국, 독일, 일본, 중국 등이며 한국은 2002년부터 방송통신위원회(현 미래창조과학부) 중앙전파관리소 소속의 위성전파감시센터에서 위성전파감시 업무를 수행하고 있다.